# Jozo Marinčić
Fra Jozo Marinčić (župa Bučići, 31. listopada 1959.), hrvatski katolički svećenik iz Bosne i Hercegovine, redovnik franjevac, provincijal franjevačke provincije sv. Križa Bosne Srebrene

## Životopis
Rodio se u Balićima od roditelja Nike i Kate rođ. Kolar. U Franjevački red (novicijat) ušao 4. listopada 1981. u Visokom, gdje je 30. rujna 1982. položio prve zavjete. Svečane zavjete dao je u Sarajevu 28. listopada 1986. u Sarajevu. Za svećenika zaređen 29. lipnja 1987. u Sarajevu. Mladu misu slavio u Bučićima 2. kolovoza 1987. Gvardijan samostana u Gučoj Gori i provincijal franjevačke provincije sv. Križa Bosne Srebrene.